# Kondominialakt
Unter einem Kondominialakt (von lateinisch con ‚mit‘ bzw. ‚zusammen‘ und dominatus ‚Herrschaft‘) versteht man eine Handlung, bei der mehrere zur Herrschaftsausübung Befugte zusammenwirken. Die gemeinschaftlich ausgeübte Herrschaft über ein Gebiet heißt Kondominium. Ein Beispiel für Kondominialakte sind kommunale Eingemeindungsvereinbarungen zwischen den beteiligten Gemeinden.